# Jó reggelt, skacok!
A Jó reggelt, skacok! gyerekeknek szóló műsorblokk volt az RTL Klub-on. 2012. február 1-jén indult, és minden hétköznap reggel 5.30-tól 7.15-ig adták. A tévéadó korábban megszüntetett néhány műsort, hogy csökkentse kiadásait. A hirdetők korábban hiányoltak egy hétköznap reggeli gyereksávot az országos csatornáról. Így indult el a „Jó reggelt, skacok!”, amely hasonlít a Kölyökklub műsorblokkra, azzal a különbséggel, hogy más az arculata, és ez hétköznap van. 2012. június 18-ától augusztus 31-éig a műsor csak reggel 6.40-től 7.30-ig tartott, és mindössze két rajzfilmet adott. 2012. december 24-étől 2013. január 1-ig nem sugározták. A blokk 2018. december 28-án lekerült a műsorről.

## Műsorok
- Avatár – Aang legendája
- Beyblade
- Beyblade: Metal őrület
- BeyWheelz
- Björn mackó kalandjai
- Boci és Pipi
- Bosszúállók újra együtt
- Chima legendái
- Csőrös Harvey
- A dinoszauruszok királya
- Én vagyok Menyus
- A Garfield-show
- Szuperhősök ligája
- Kung Fu Panda – A rendkívüliség legendája
- A Lármás család
- Lego Nexo Knights
- Lego Ninjago
- Lego Star Wars: Droid Tales
- A Madagaszkár pingvinjei
- Max Steel
- Monsuno
- Pindúr pandúrok (csak az 5–6. évad)
- SpongyaBob Kockanadrág
- Star Wars: A Freemaker család kalandjai
- Star Wars: A klónok háborúja
- Star Wars: Lázadók
- Tini Nindzsa Teknőcök
- A Tini Nindzsa Teknőcök új kalandjai (csak a 3–4. és a 6. évad)
- Transformers Prime: Szörnyvadászok